# Stignano
Stignano és un comune (municipi) de la Ciutat metropolitana de Reggio de Calàbria, a la regió italiana de Calàbria, situat a uns 50 km al sud de Catanzaro i a uns 80 km al nord-est de Reggio de Calàbria. A 1 de gener de 2019 la seva població era de 1.360 habitants.
Stignano limita amb els municipis següents: Camini, Caulonia, Pazzano, Placanica, Riace i Stilo.